# Grièges
Grièges est une commune française située dans le département de l'Ain, en région Auvergne-Rhône-Alpes. Commune en partie insulaire du sud de la Bresse savoyarde entre le Beaujolais, le Mâconnais et la Dombes, elle connaît depuis quelques années une croissance démographique comme la plupart des communes de l'aire urbaine de Mâcon.
Peuplée de 1 909 habitants en 2022 , elle fait partie des communes les plus peuplées du canton de Vonnas.

## Géographie

### Localisation
Grièges est dans la Bresse, près de sa limite sud. C'est un village situé sur la rive gauche de la Saône.
Grièges est une commune insulaire récente. En effet, Saint-Laurent-sur-Saône occupe la rive occidentale d'une île de la Saône alors que le reste de l'île est partagé entre Crottet, Replonges et Grièges. Cette île est créée en 1992 à la suite de la construction du canal de déviation de la Saône à la fin des années 1980.

### Communes limitrophes
Les communes limitrophes sont Cormoranche-sur-Saône, Crottet, Cruzilles-lès-Mépillat, Laiz, Pont-de-Veyle, Saint-Laurent-sur-Saône, Mâcon et Varennes-lès-Mâcon.
| Mâcon (Saône-et-Loire)              | Saint-Laurent-sur-Saône | Crottet                |
| Varennes-lès-Mâcon (Saône-et-Loire) | Grièges                 | Pont-de-Veyle Laiz     |
| Cormoranche-sur-Saône               |                         | Cruzilles-lès-Mépillat |

### Points extrêmes
- Nord : Près du confluent Saône - Veyle, 46° 17′ 59″ N, 4° 49′ 59″ E
- Est : Ferme-Sainte-Marie, 46° 16′ 18″ N, 4° 52′ 42″ E
- Sud : Hautes-Corcelles, 46° 14′ 03″ N, 4° 51′ 42″ E
- Ouest : Île Drampun, 46° 15′ 56″ N, 4° 49′ 00″ E

### Hydrographie

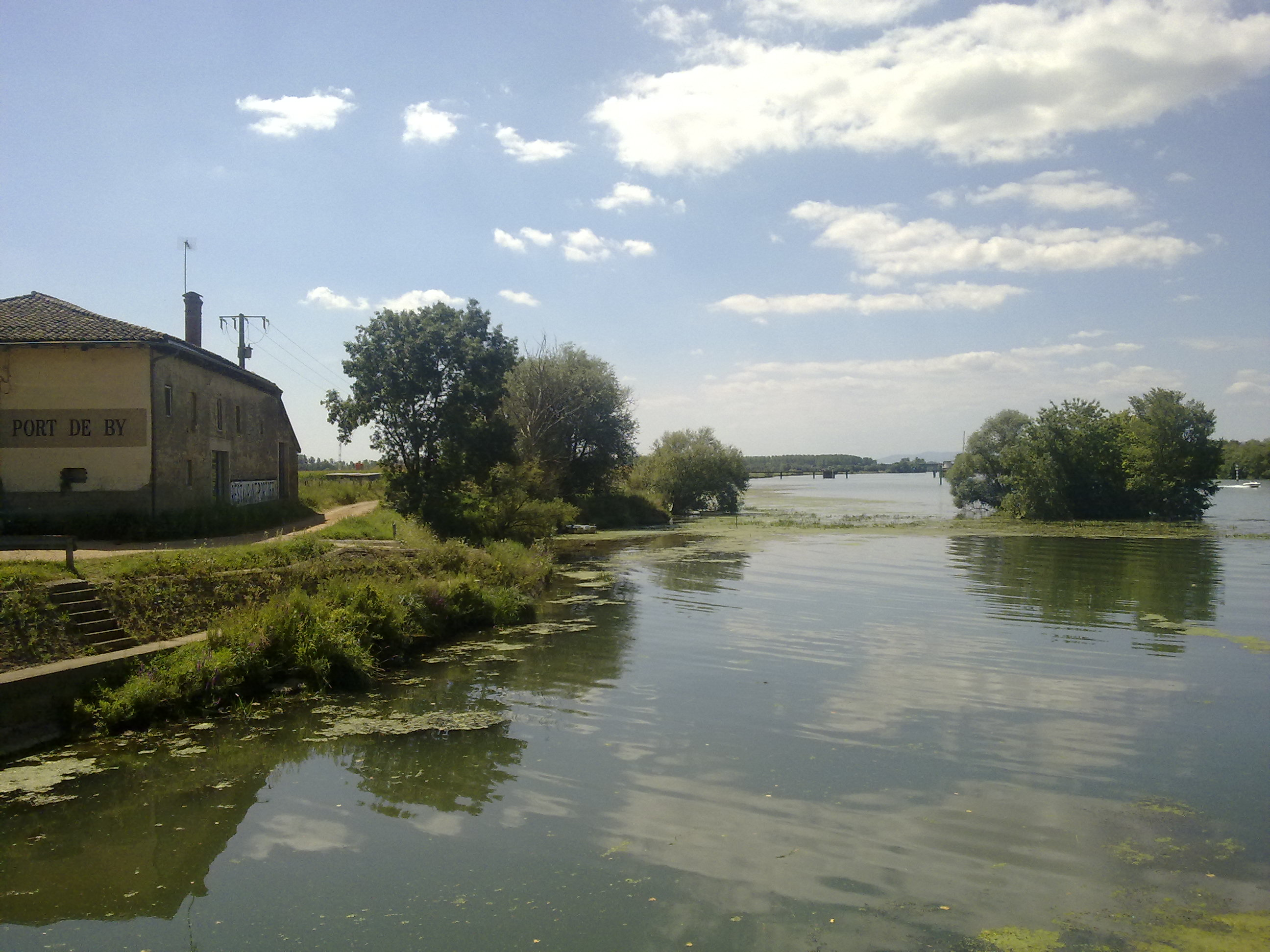
Le Saône au port de By.

- La Saône forme la frontière ouest de la commune. Le canal de dérivation de cette rivière passe aussi dans Grièges. Une moitié de l'île Damprun appartient à la commune, l'autre partie étant une fraction du territoire de Cormoranche-sur-Saône.
- La Veyle fait aussi office de frontière avec Crottet. Elle passe donc sud de l'est au nord-ouest du village et se jette dans la Saône près du pont François Mitterrand.
- La Petite Veyle, cours d'eau qui se sépare de la Veyle à Saint-Jean-sur-Veyle se jette aussi dans la Saône au port de By.
- Le ruisseau Guiron prend sa source à Cruzilles-lès-Mépillat et se jette dans la Petite Veyle à Jonc.
- Le Bief de Malivert fait un bref passage à Faty-Villeneuve où il se jette dans la Petite Veyle. Il forme une partie de la frontière avec Pont-de-Veyle.

### Climat
Pour des articles plus généraux, voir Climat d'Auvergne-Rhône-Alpes et Climat de l'Ain.
En 2010, le climat de la commune est de type climat océanique dégradé des plaines du Centre et du Nord, selon une étude du CNRS s'appuyant sur une série de données couvrant la période 1971-2000. En 2020, Météo-France publie une typologie des climats de la France métropolitaine dans laquelle la commune est dans une zone de transition entre le climat semi-continental et le climat de montagne et est dans la région climatique Bourgogne, vallée de la Saône, caractérisée par un bon ensoleillement (1 900 h/an), un été chaud (18,5 °C), un air sec au printemps et en été et des vents faibles.
Pour la période 1971-2000, la température annuelle moyenne est de 11,6 °C, avec une amplitude thermique annuelle de 18 °C. Le cumul annuel moyen de précipitations est de 905 mm, avec 10 jours de précipitations en janvier et 7,2 jours en juillet. Pour la période 1991-2020, la température moyenne annuelle observée sur la station météorologique de Météo-France la plus proche, « Mâcon », sur la commune de Charnay-lès-Mâcon à 8 km à vol d'oiseau, est de 12,3 °C et le cumul annuel moyen de précipitations est de 833,7 mm,. Pour l'avenir, les paramètres climatiques de la commune estimés pour 2050 selon différents scénarios d'émission de gaz à effet de serre sont consultables sur un site dédié publié par Météo-France en novembre 2022.

### Voies de communication et transports

#### Routes

Carte des voies de communication de la commune de Grièges.

- La route départementale D 51 est à l'ouest de la commune et rejoint Cormoranche-sur-Saône à Saint-Laurent-sur-Saône et Mâcon.
- La route départementale D 51B traverse le bourg et Faty-Villeneuve. Elle lie Cormoranche-sur-Saône au sud à Pont-de-Veyle à l'est.
- La route départementale D 51C démarre à Faty-Villeneuve. Elle permet de rejoindre Crottet en passant par Jonc et le hameau de Crottet qu'est Chavannes.
- La route départementale D 933 traverse une partie du sud-est de la commune aux Corcelles, elle relie Thoissey à Pont-de-Veyle.
- La route départementale D 879 traverse l'extrême-nord de Grièges, elle contourne Saint-Laurent-sur-Saône pour rejoindre Mâcon-sud par le pont François-Mitterrand construit dans la commune.

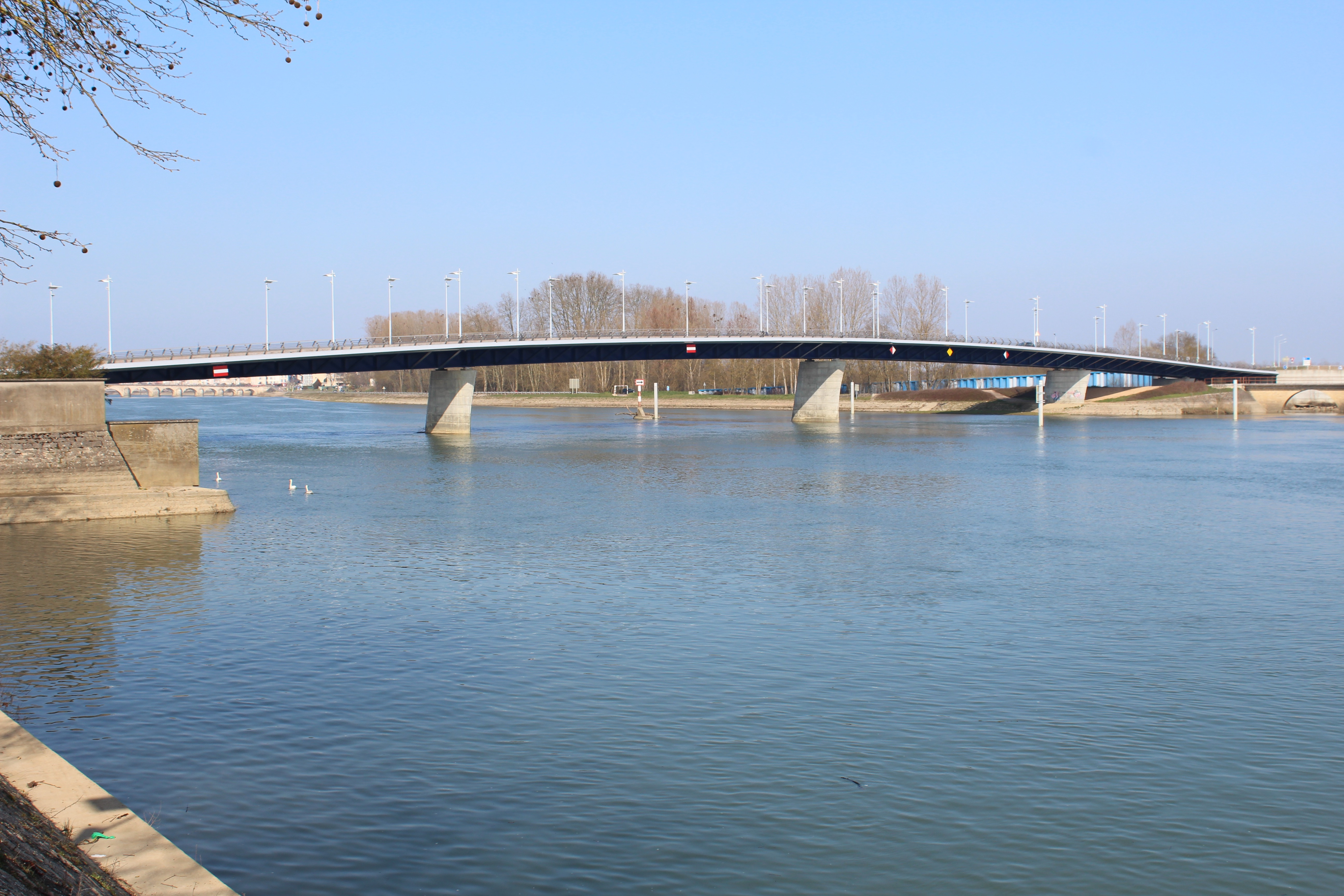
Pont François-Mitterrand avec la partie griègeoise à droite de la Saône.

Une seule autoroute traverse la commune, c'est l'A406 et deux autres sont dans un rayon de 6 km.
- L'autoroute A406 est une autoroute reliant l'A40 et l'A6 et qui permet aux usagers de gagner un quart d'heure pour aller à Mâcon Sud en évitant le centre. Pour accéder à l'autoroute, il faut aller à la gare de péage de Crottet.
- L'autoroute A40 (Mâcon - Genève), portion de la Route Centre-Europe Atlantique Bordeaux/Nantes - Annemasse passe à moins de cent mètres au nord de la commune. Pour accéder à l'autoroute, il faut aller à la gare de péage de Mâcon-Est à Replonges.
- L'autoroute A6 est une autoroute passant à une quinzaine de kilomètres de la commune qui relie Paris à Lyon et qui est accessible depuis l'A406 pour aller à Lyon et par l'A40 pour se rendre à Paris.

#### Voies ferroviaires

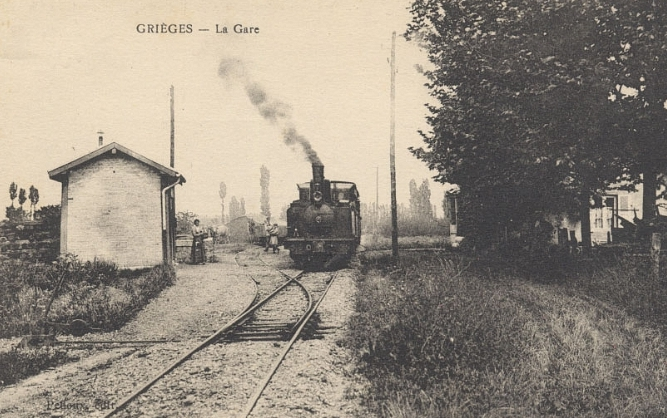
La gare.

Au début du XXe siècle, avec l'exploitation du réseau des tramways de l'Ain, la commune était traversée par la ligne de Trévoux à Saint-Trivier-de-Courtes longue de 81 km. Elle longeait la ligne PLM et desservait la gare de la commune. Avant 1940, ce réseau ferroviaire ferma et fut remplacé par un service de transport par cars.

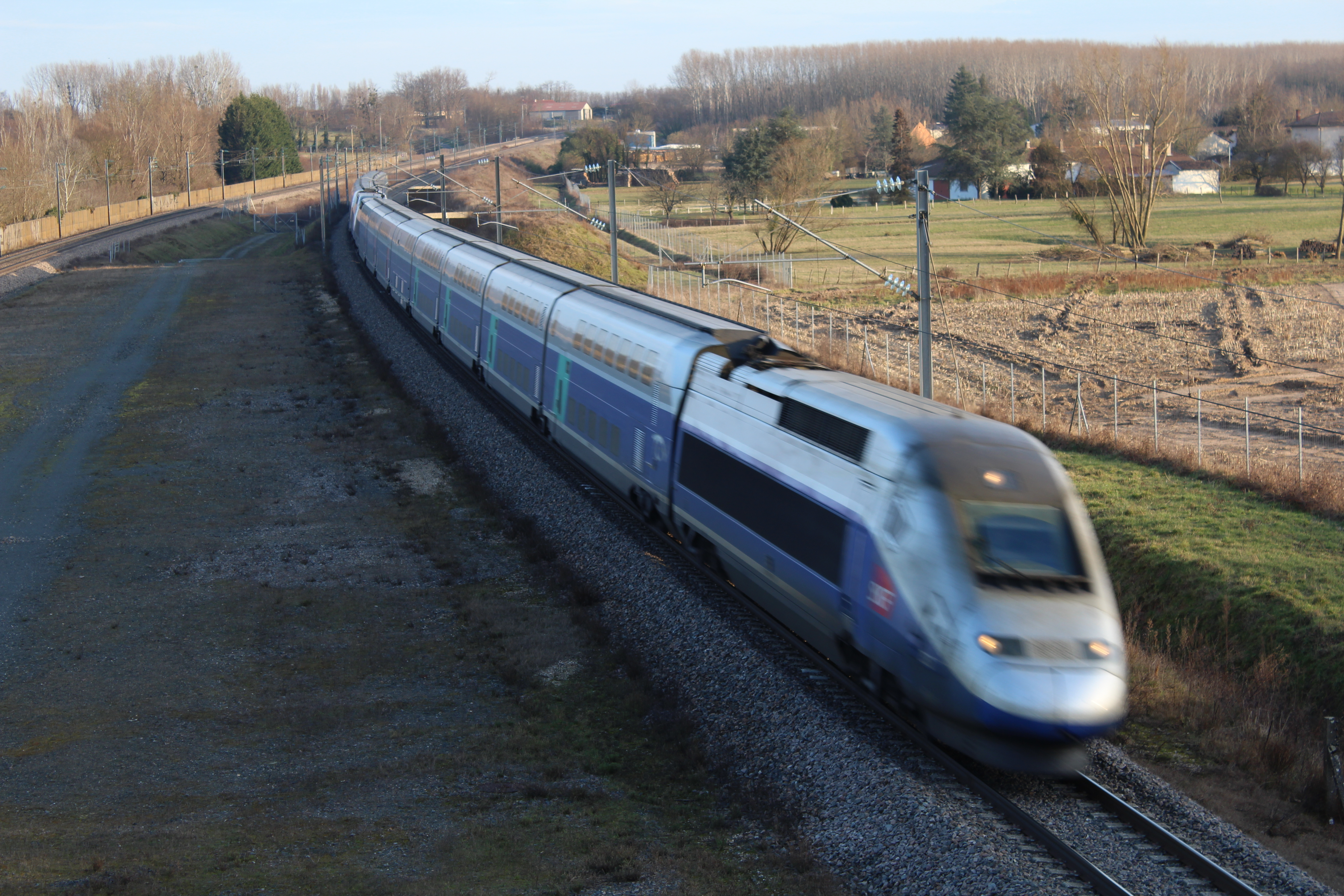
TGV sur la LGV Sud-Est.

Aujourd'hui, trois voies ferrées traversent la commune.
- La ligne de Mâcon à Ambérieu, desservie par les TER de la région Rhône-Alpes[8], passe au nord de la commune. Une gare pour les TER Rhône-Alpes est située près de la commune, c'est celle de Pont-de-Veyle installée à Crottet.
- La ligne à grande vitesse Paris - Lyon - Marseille traverse la Saône au sud de Mâcon et passe le sud de la commune. La gare de Mâcon-Loché-TGV, au sud-ouest de Mâcon, est desservie par quelques TGV Paris - Marseille et Paris - Genève.
- Ces deux lignes sont raccordées par une voie qui coupe le territoire en deux parties.
- La ligne traditionnelle Paris - Marseille via Dijon ne passe pas loin de Grièges. La gare de Mâcon-Ville, à 6 km du bourg, est desservie par des TER Dijon - Mâcon - Lyon et quelques TGV reliant le nord-est de la France à la Méditerranée.

#### Transport fluvial
À quelques kilomètres de Grièges, la Saône, qui marque la frontière ouest du département de l'Ain, est navigable à grand gabarit européen depuis Verdun-sur-le-Doubs jusqu'à Lyon. Elle constitue un axe de transport fluvial important entre l'est et la Méditerranée. Mâcon possède un port fluvial. La Saône est aussi appréciée pour le tourisme fluvial.

#### Transport aérien
- La chambre de commerce et d'industrie de Saône-et-Loire gère un petit aéroport à Charnay, au sud-ouest de Mâcon, soit à 8 km environ de Grièges.
- Les habitants de la commune doivent se rendre à l'aéroport de Lyon-Saint-Exupéry distant de 80 kilomètres ou bien à l'aéroport de Genève distant de 140 kilomètres pour effectuer des vols vers l'international.

#### Transports en commun

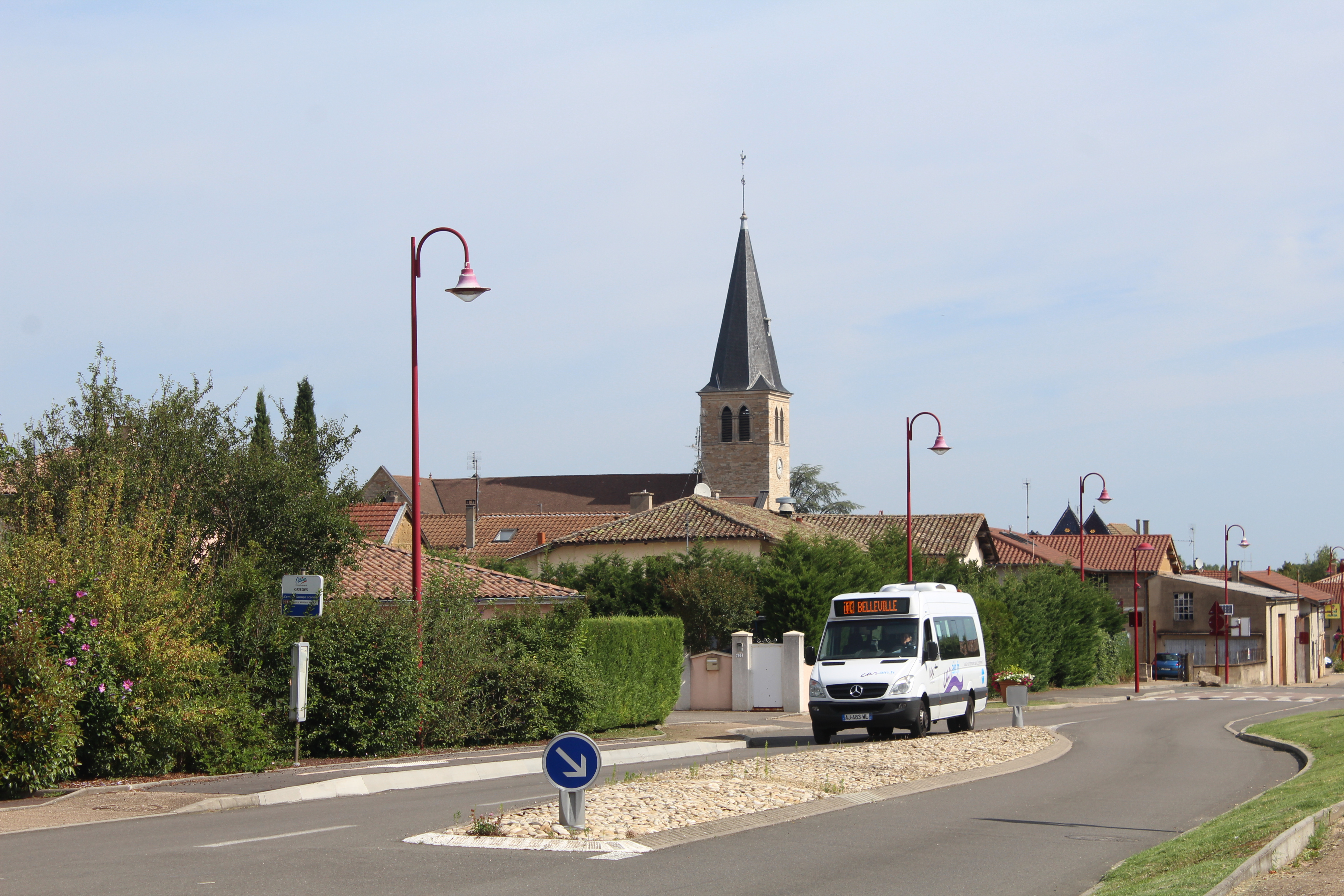
Minibus de la ligne 114.

La commune est reliée au réseau départemental des bus se nommant réseau car.ain.fr. Trois arrêts intégrés à la ligne 114 (Sens Belleville - Mâcon et sens Mâcon - Belleville) sont situés dans la commune le long de la route départementale D51B. Deux arrêts sont situés au bourg, l'arrêt Centre vers l'école publique et l'arrêt Grande Rue près de la laiterie. Le dernier, La Croix Blanche, est localisé à Faty-Villeneuve.

## Urbanisme

### Typologie
Au 1er janvier 2024, Grièges est catégorisée bourg rural, selon la nouvelle grille communale de densité à 7 niveaux définie par l'Insee en 2022.
Elle est située hors unité urbaine. Par ailleurs la commune fait partie de l'aire d'attraction de Mâcon, dont elle est une commune de la couronne,. Cette aire, qui regroupe 105 communes, est catégorisée dans les aires de 50 000 à moins de 200 000 habitants,.

### Occupation des sols
L'occupation des sols de la commune, telle qu'elle ressort de la base de données européenne d’occupation biophysique des sols Corine Land Cover (CLC), est marquée par l'importance des territoires agricoles (74,1 % en 2018), en diminution par rapport à 1990 (77,9 %). La répartition détaillée en 2018 est la suivante : 
prairies (47,1 %), zones agricoles hétérogènes (19,5 %), zones urbanisées (13,6 %), terres arables (7,5 %), forêts (6,4 %), eaux continentales (6 %).
L'évolution de l’occupation des sols de la commune et de ses infrastructures peut être observée sur les différentes représentations cartographiques du territoire : la carte de Cassini (XVIIIe siècle), la carte d'état-major (1820-1866) et les cartes ou photos aériennes de l'IGN pour la période actuelle (1950 à aujourd'hui).

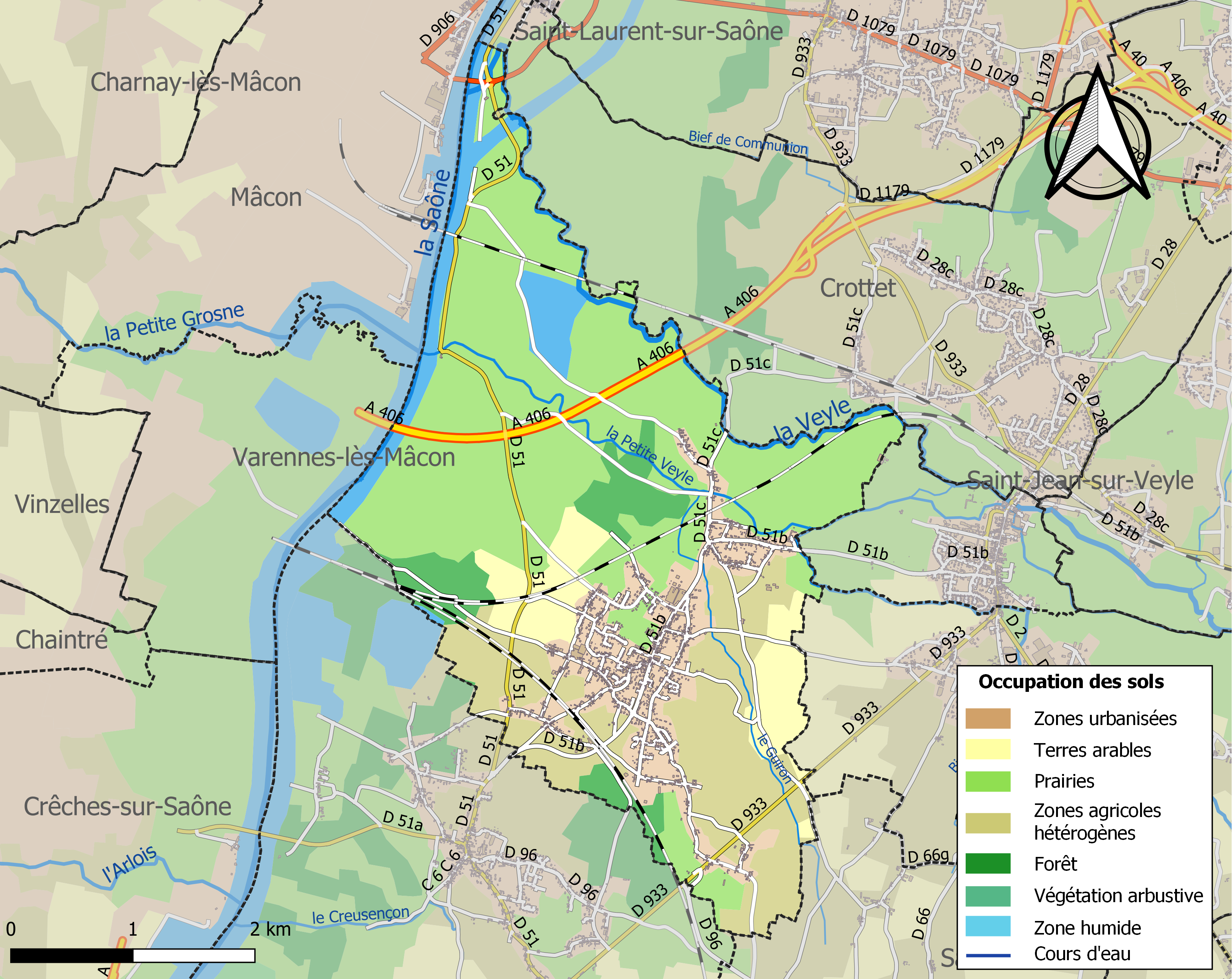
Carte des infrastructures et de l'occupation des sols de la commune en 2018 (CLC).

## Toponymie

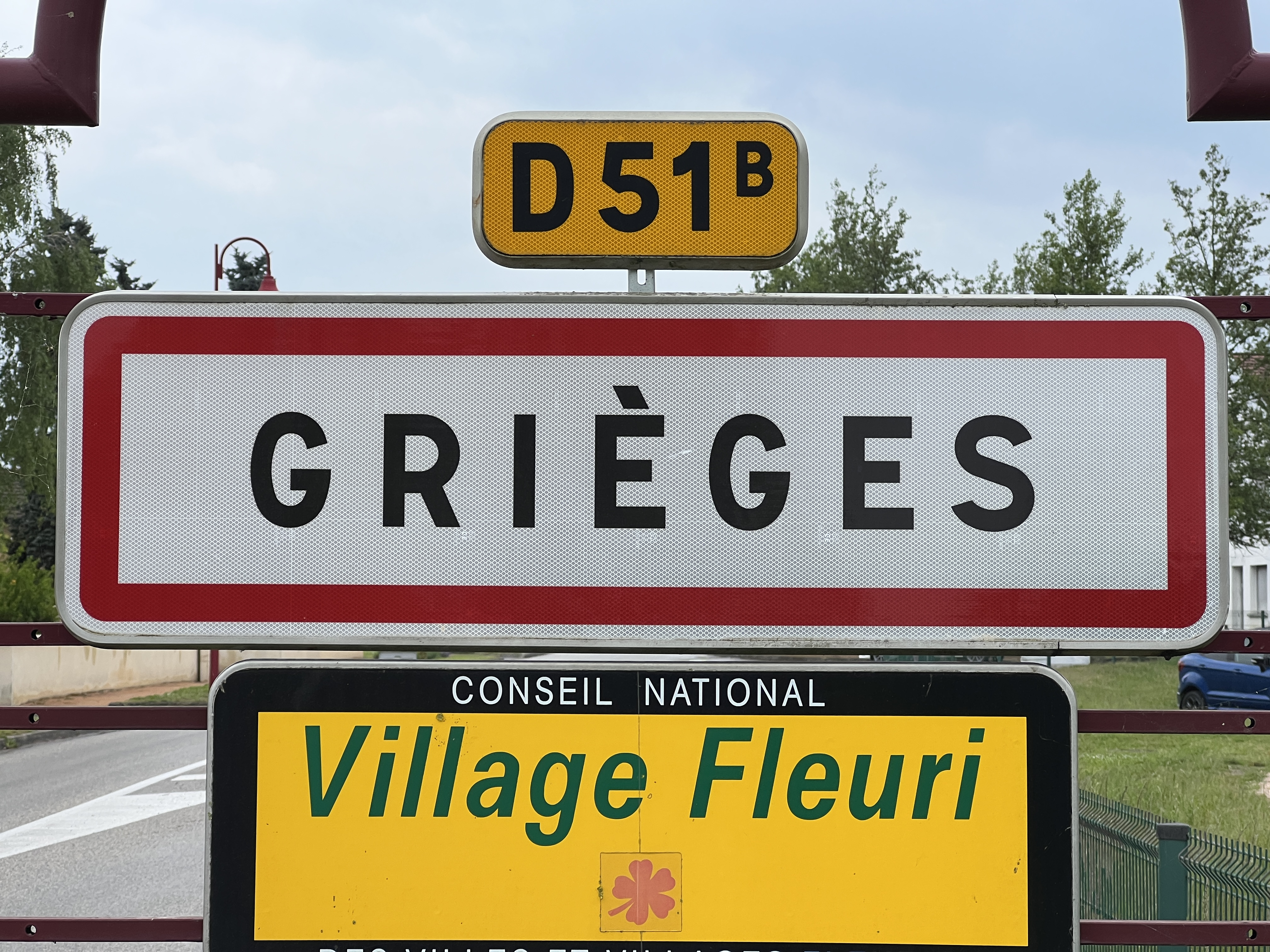
Panneau d'entrée dans le village.

À l'époque gallo-romaine, le territoire était déjà occupé par une villa dont le nom était Chillia. Au Moyen Âge, la villa devenue paroisse est absorbée par la localité de Grièges mais Chilia reste le chef-lieu de la paroisse donc garde ce nom jusqu'au XVIe siècle.

### Chillia
À l'origine, le nom du lieu était Chilie selon le pouillé du diocèse de Lyon qui cite ce nom vers 1250. Il aurait pour origine le nom d'un domaine gallo-romain. En 1272, le nom aurait été Chilliacus comme le mentionne Samuel Guichenon dans un de ses ouvrages dédiés à la Bresse. Selon Marie-Claude Guigue dans un ouvrage dédié à la Dombes, Chiliacus était le nom pour se référer au village autour de 1321 même si Chillia est évoqué vers 1325. Enfin, on trouve Chillies dans la pancarte des droits de cire autour de 1506.

### Grièges
Le premier nom de la commune apparaît en 997 sous le nom de Grecio qui était à cette époque une simple localité, il proviendrait du gentilice Graecius.
En 1570, les archives de l'Ain évoquent Grege. Le terrier de Saint-Cyr-sur-Menthon évoquent Griege en 1630 et les visites pastorales citent Greige en 1650.
En 1793, on trouve le nom de Griége puis le nom actuel de Grièges en 1801 dans le bulletin des lois.

## Histoire

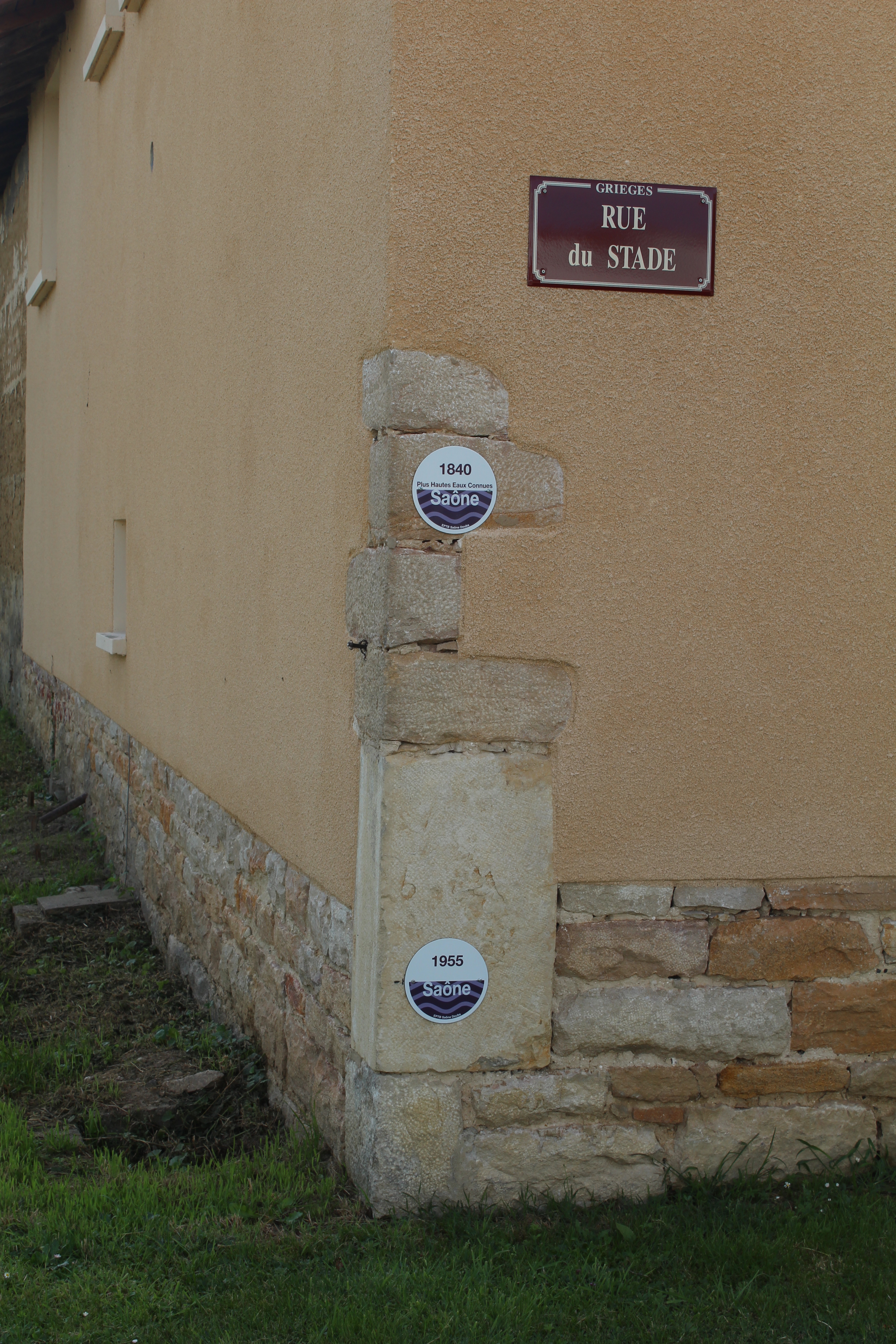
Niveau des crues en face de la Laiterie. La Saône est située à 3 kilomètres par orthodromie.

À l'époque gallo-romaine, l'habitat gagne un peu sur la forêt qu'on commence à défricher et apparaissent ainsi des villae ; le sous-sol a livré des vestiges de cette époque : poteries, tuiles, bijoux, pièces de monnaie. La région est alors parcourue par des voies de communication non négligeables ; la voie romaine longeant la rive gauche de la Saône se divise en deux branches à hauteur de Bey : l'une file sur Cormoranche et Grièges, franchit les deux bras de la Veyle à Villeneuve pour gagner ensuite Feillens ; l'autre, plus à l'est rejoint Lagnat, Pont-de-Veyle et se poursuit sur Bâgé-le-Châtel par le vieux chemin parallèle à la route D28 en limite de Saint-Jean-sur-Veyle.
Le territoire communal est occupé dès l'époque gallo-romaine par une villa nommée Chillia qui devient une paroisse durant le Moyen Âge. À cette époque, elle est absorbée par Grièges qui est alors une simple localité. Toutefois, le chef-lieu de la paroisse reste à Chillia jusqu'au XVIe siècle, étant donné qu'elle dépend de l'église Saint-Gengoult. Par la suite, le centre du village est déplacé à l'endroit actuel, le vieux bourg reste aujourd'hui visible.
En 1601, après la fin de la guerre franco-savoyarde qui se termine par le traité de Lyon, la commune devient française avec l'acquisition par la France de la Bresse, du Bugey, du Valromey et du pays de Gex. Elle est par la suite intégrée à la province bourguignonne.
Entre 1790 et 1795, elle était une municipalité du canton de Pont-de-Veyle, et dépendait du district de Châtillon-les-Dombes.
La Saône fait souvent l'objet de crues qui inondent régulièrement les prairies du val de Saône. Deux d'entre elles furent particulièrement marquantes. La plus importante crue connue date de 1840, la deuxième plus importante date de 1955.

## Politique et administration

### Liste des maires successifs
| Période                                  | Période  | Identité         | Étiquette | Qualité                    |
| ---------------------------------------- | -------- | ---------------- | --------- | -------------------------- |
| 1975                                     | 1981     | Victor Lamps     | FN        | Employé                    |
| avant 1981                               | ?        | Raymond Vernaton |           |                            |
| 1995                                     | 2014     | Bernard Poulet   |           | Réélu en 2001 et 2008      |
| 2014                                     | 2020     | Joëlle Renoud    | SE        | Employée                   |
| 2020                                     | En cours | Annick Gremy     | DVG       | Ingénieure Arts et Métiers |
| Les données manquantes sont à compléter. |          |                  |           |                            |

### Tendances politiques et résultats
| Scrutin             | Scrutin             | 1er tour | 1er tour | 1er tour | 1er tour | 1er tour    | 1er tour | 1er tour | 1er tour   | 1er tour | 1er tour | 1er tour | 1er tour | 2d tour | 2d tour | 2d tour | 2d tour | 2d tour | 2d tour |
| Scrutin             | Scrutin             | 1er      | 1er      | %        | 2e       | 2e          | %        | 3e       | 3e         | %        | 4e       | 4e       | %        | 1er     | 1er     | %       | 2e      | 2e      | %       |
| ------------------- | ------------------- | -------- | -------- | -------- | -------- | ----------- | -------- | -------- | ---------- | -------- | -------- | -------- | -------- | ------- | ------- | ------- | ------- | ------- | ------- |
| Présidentielle 2017 | Présidentielle 2017 |          | FN       | 26,90    |          | EM          | 21,90    |          | LR         | 21,64    |          | LFI      | 14,91    |         | EM      | 61,12   |         | FN      | 38,88   |
| Présidentielle 2022 | Présidentielle 2022 |          | RN       | 29,91    |          | LREM        | 27,04    |          | LFI        | 11,91    |          | REC      | 8,09     |         | LREM    | 52,08   |         | RN      | 47,92   |
| Législatives 2022   | 4e                  |          | RN       | 27,52    |          | LFI (NUPES) | 16,18    |          | LREM (ENS) | 15,35    |          | LR       | 13,28    |         | RN      | 62,74   |         | LFI     | 37,26   |
| Législatives 2024   | 4e                  |          | RN       | 46,05    |          | HOR (ENS)   | 23,71    |          | EELV (NFP) | 17,37    |          | LR       | 11,90    |         | RN      | 50,69   |         | HOR     | 49,31   |

### Jumelages
| Straubenhardt Grièges |

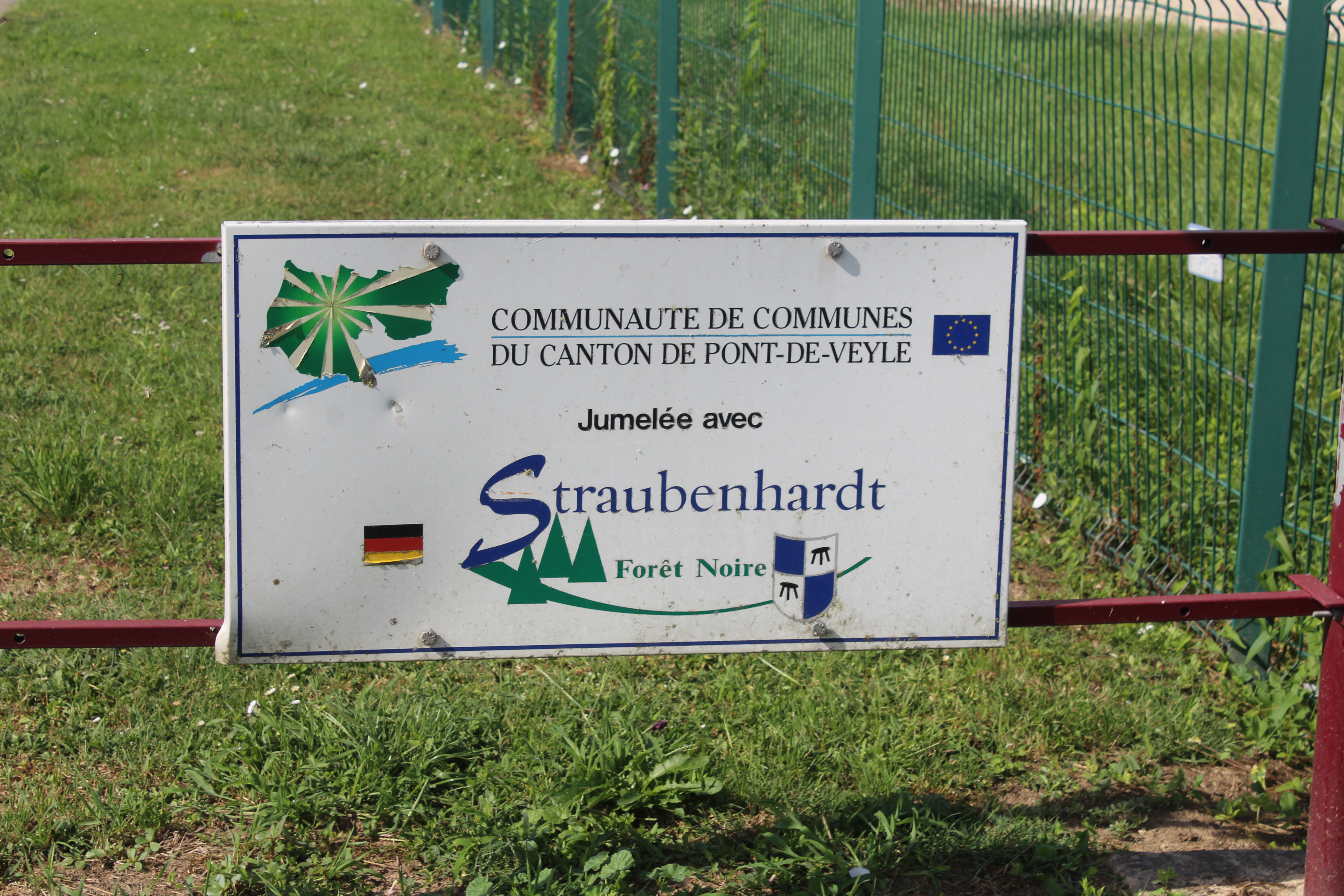
Panneau de jumelage entre Straubenhardt et le canton de Pont-de-Veyle.

La communauté de communes du canton de Pont-de-Veyle dont la commune fait partie est jumelée avec la commune de Straubenhardt localisée dans le Bade-Wurtemberg ( Allemagne) à la porte nord de la Forêt-Noire entre Karlsruhe et Pforzheim. Après quelques échanges entre associations en 1999, le jumelage entre Straubenhardt et le canton de Pont-de-Veyle a été concrétisé par la signature de la Charte lors de la grande fête organisée au Château de Pont-de-Veyle en 2000.

## Population et société

### Démographie
L'évolution du nombre d'habitants est connue à travers les recensements de la population effectués dans la commune depuis 1793. Pour les communes de moins de 10 000 habitants, une enquête de recensement portant sur toute la population est réalisée tous les cinq ans, les populations de référence des années intermédiaires étant quant à elles estimées par interpolation ou extrapolation. Pour la commune, le premier recensement exhaustif entrant dans le cadre du nouveau dispositif a été réalisé en 2005.
En 2022, la commune comptait 1 909 habitants, en évolution de +1,49 % par rapport à 2016 (Ain : +5,15 %, France hors Mayotte : +2,11 %).
| 1793  | 1800  | 1806  | 1821  | 1831  | 1836  | 1841  | 1846  | 1851  |
| ----- | ----- | ----- | ----- | ----- | ----- | ----- | ----- | ----- |
| 1 032 | 1 195 | 1 174 | 1 235 | 1 214 | 1 230 | 1 217 | 1 206 | 1 249 |

| 1856  | 1861  | 1866  | 1872  | 1876  | 1881  | 1886  | 1891  | 1896  |
| ----- | ----- | ----- | ----- | ----- | ----- | ----- | ----- | ----- |
| 1 247 | 1 177 | 1 179 | 1 135 | 1 116 | 1 065 | 1 078 | 1 044 | 1 036 |

| 1901  | 1906  | 1911  | 1921 | 1926 | 1931 | 1936 | 1946 | 1954  |
| ----- | ----- | ----- | ---- | ---- | ---- | ---- | ---- | ----- |
| 1 040 | 1 045 | 1 022 | 883  | 926  | 869  | 873  | 918  | 1 001 |

| 1962  | 1968  | 1975  | 1982  | 1990  | 1999  | 2005  | 2006  | 2010  |
| ----- | ----- | ----- | ----- | ----- | ----- | ----- | ----- | ----- |
| 1 025 | 1 108 | 1 286 | 1 423 | 1 606 | 1 598 | 1 705 | 1 713 | 1 899 |

| 2015  | 2020  | 2022  | - | - | - | - | - | - |
| ----- | ----- | ----- | - | - | - | - | - | - |
| 1 891 | 1 884 | 1 909 | - | - | - | - | - | - |

### Enseignement
- La commune possède une école publique de la petite section jusqu'au CM2, les niveaux sont répartis dans sept classes.
- Une école privée est située dans la même rue que l'école publique : l'école Saint-Thérèse. Elle accueille trois classes regroupées en cycles.

Les élèves de la commune passant en 6e sont dirigés au collège George-Sand de Pont-de-Veyle. Enfin, le lycée de secteur de la commune est le lycée Lamartine, situé à Mâcon dans la région bourguignonne.

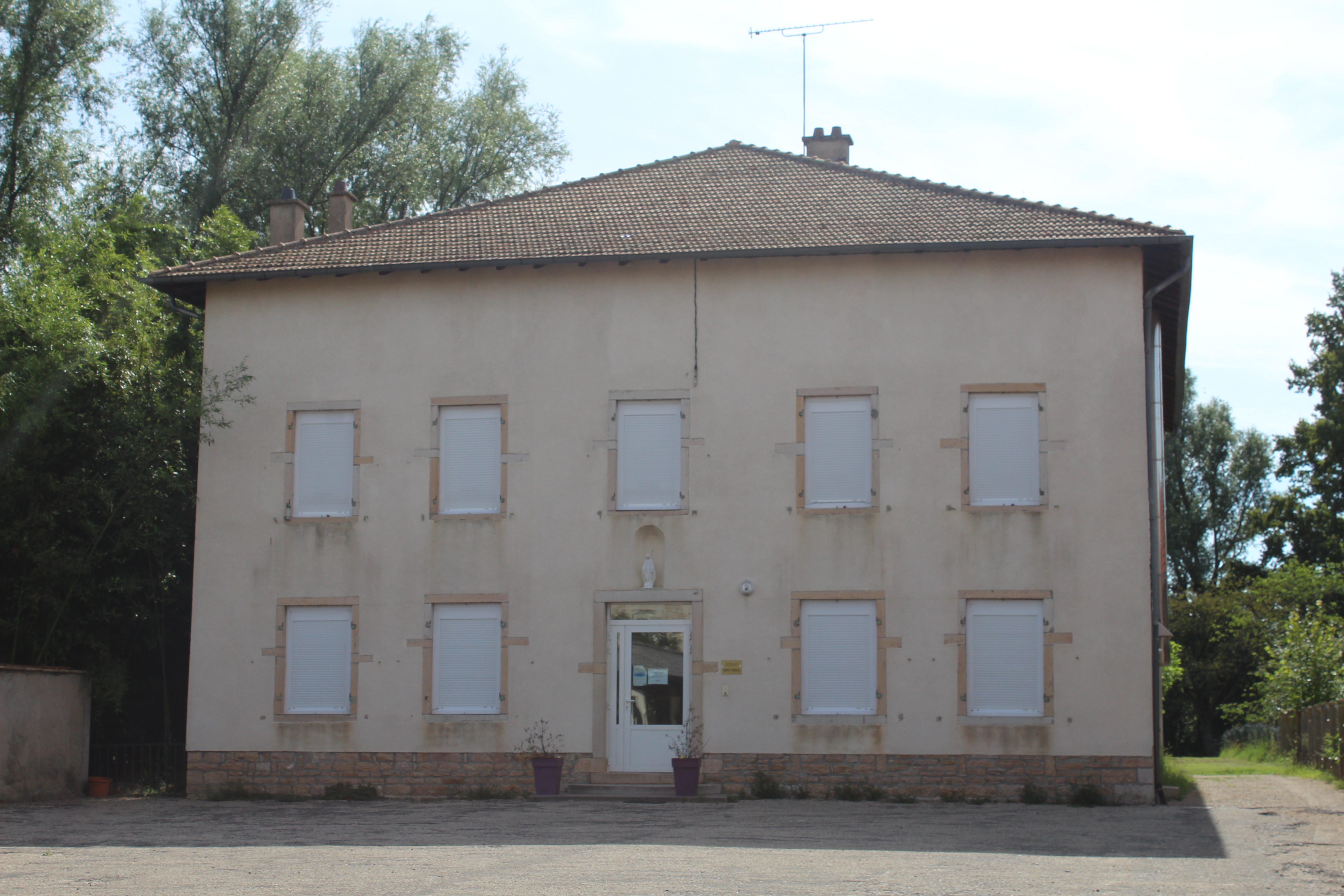
École Sainte-Thérèse.
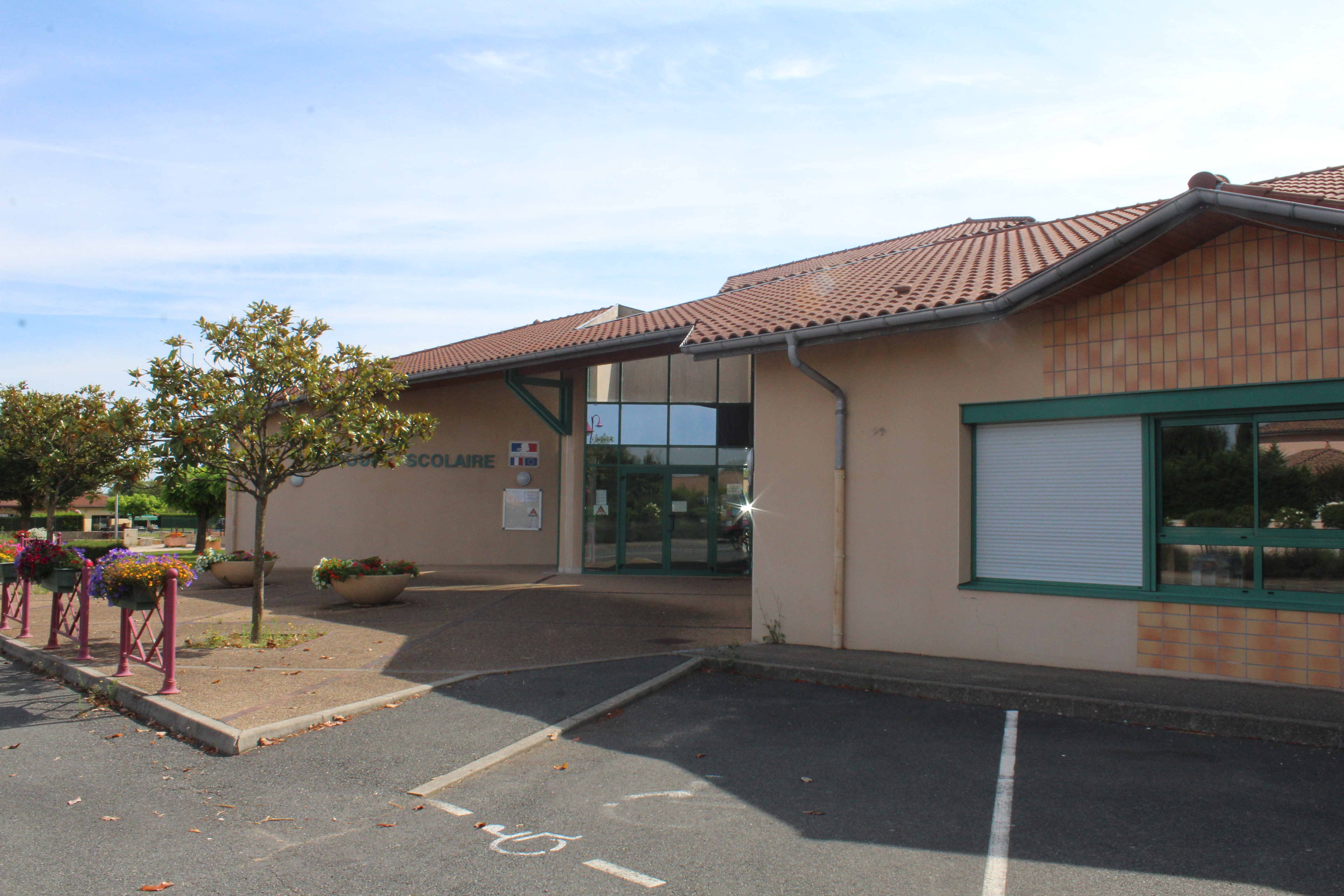
École publique.

### Sports

#### Clubs sportifs
- Le Tennis Club Veyle Sâone est un club né de la fusion de quatre associations dont celle de la commune (Tennis Club de Grièges) en 2015[29].
- L'AS Grièges Pont-de-Veyle est un club de football issu de la fusion entre l'ancien club de la commune et celui de Pont-de-Veyle.
- Le Moto-Club de la Pierre Torrion réunit des licenciés autour de la pratique de la moto.
- L'AS Grièges Cyclo est une association rassemblant les passionnés du vélo des environs.

#### Infrastructures sportives
- Deux terrains de football accueillent les matches du club de la commune.
- Autour de ces terrains, on trouve trois courts de tennis.
- Près du lac de Cormoranche, on trouve un terrain de moto-cross.
- Au bourg du village, un boulodrome permet la pratique de la pétanque à Grièges.

### Médias
- Le journal Le Progrès propose une édition locale aux communes de l'Ain. Il paraît du lundi au dimanche et traite des faits divers, des évènements sportifs et culturels au niveau local, national, et international.
- Le journal Voix de l'Ain est un hebdomadaire publié les vendredis qui propose des informations locales pour les différentes régions du département de l'Ain.
- La chaîne France 3 Rhône Alpes Auvergne est disponible dans la région.

### Numérique
Depuis 2012, la commune dispose du très haut débit avec la fibre optique grâce au réseau public de fibre optique LIAin régi par le syndicat intercommunal d'énergie et de e-communication de l'Ain.

## Économie

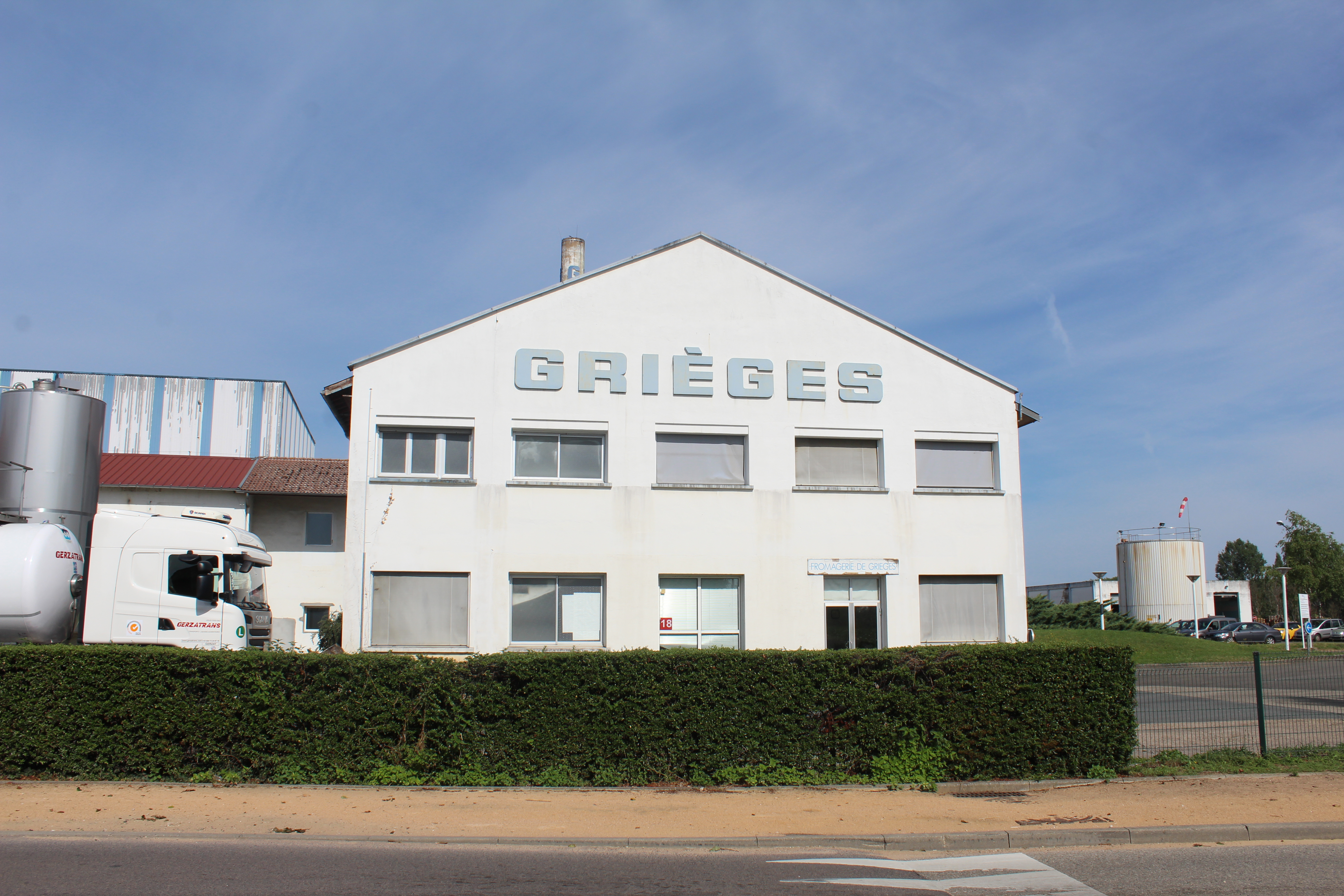
Laiterie de Grièges.

Sur le plan économique, l’agriculture est très active avec une dizaine d’exploitations agricoles d’élevage, laitières et de céréales. D’autres petites et moyennes entreprises sont présentes (mécanique générale, horticulture, artisanat, commerces, etc.).
Mais le village est surtout connu pour son industrie agroalimentaire : la fromagerie Bressor qui fabrique le Carré Frais, le Bleu de Bresse, les apérivrais, emploie entre 250 et 300 personnes selon la charge de travail.

## Culture et patrimoine

### Lieux et monuments
- L'église Saint-Martin de Grièges a été édifiée au cœur du village sur la place principale.
- La chapelle Saint-Gengoult, située dans le vieux bourg du village, aurait été construite au Xe siècle et a été rénovée en 1991. Église de l'ancienne paroisse de Chillia, elle a été sauvée de la démolition durant la Révolution grâce à la municipalité qui avait décidé d'en faire une maison commune[30].
- Vers le parc du château de Pont-de-Veyle se trouve le pont des Laboureurs inscrit au titre des monuments historiques depuis 2020[31].
- Le long de la Grande Rue, on peut apercevoir un bâtiment qui accueillait auparavant la mairie et l'école primaire du village.
- Au hameau de Jonc, le moulin Vieux enjambe la Veyle à la frontière avec Crottet.
- Un monument en l'honneur des enfants de Grièges tombés durant les guerres a été érigé entre l'église et la mairie.
- Quelques croix de chemins sont situées dans différents endroits de la commune.

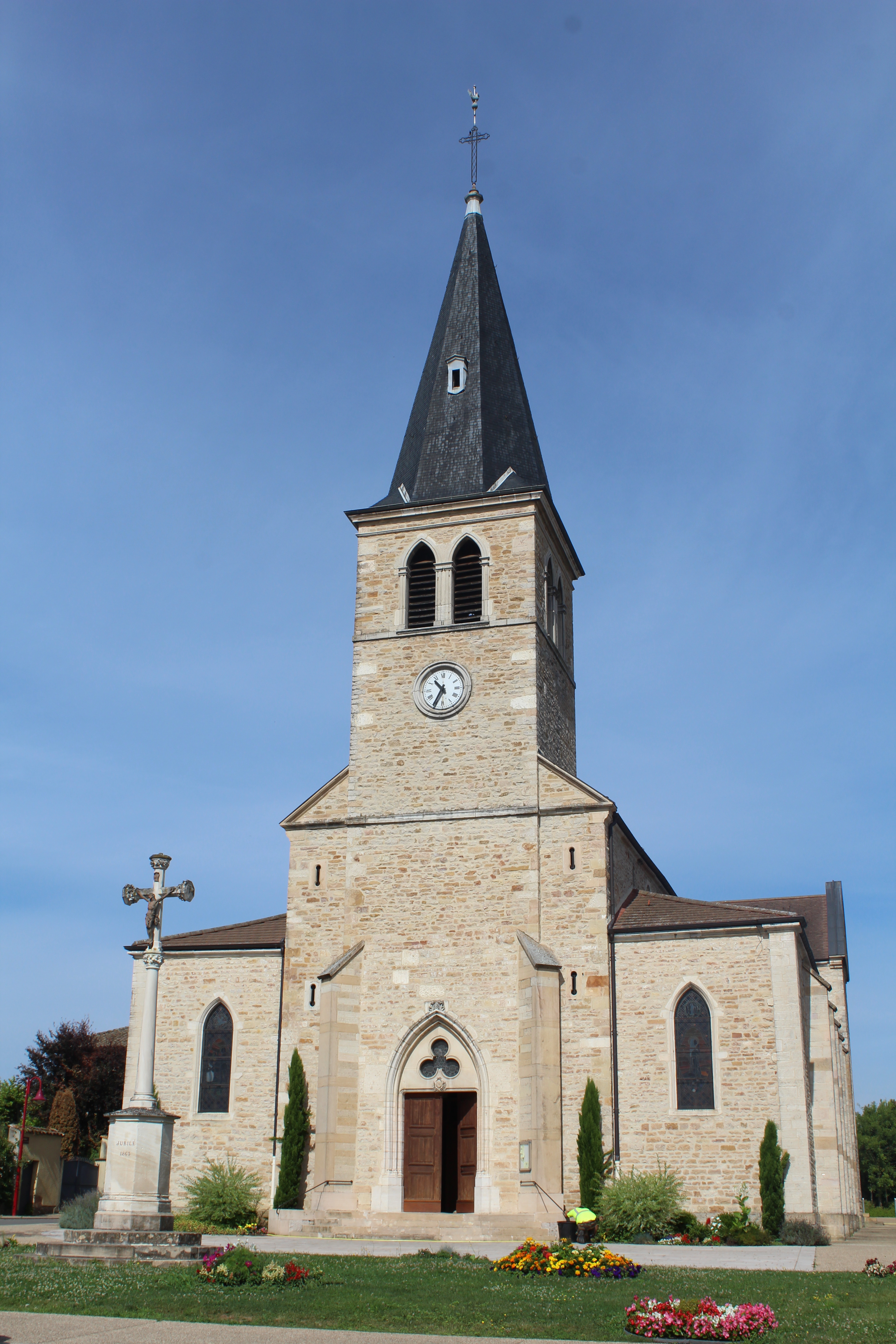
Église Saint-Martin.
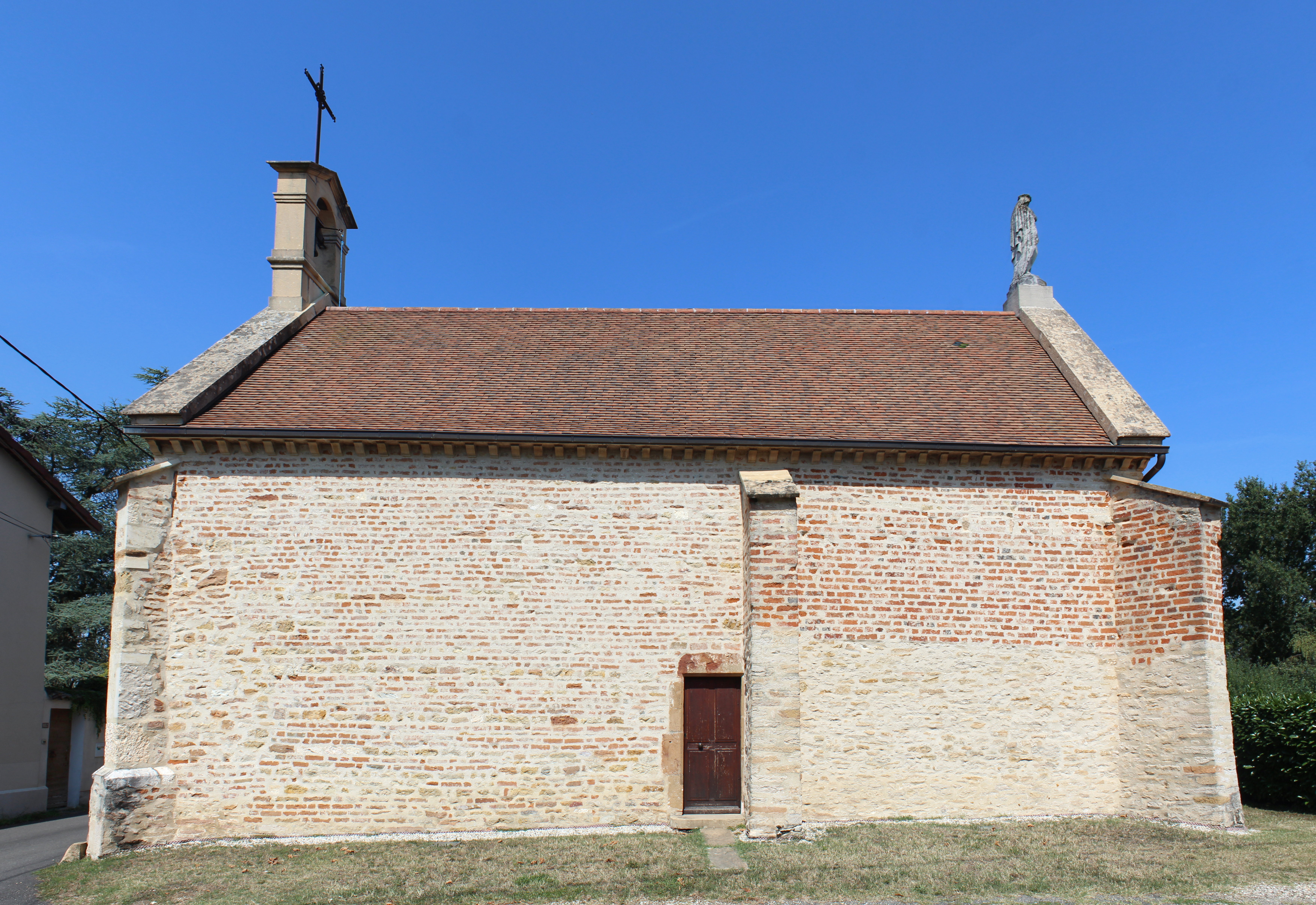
Chapelle Saint-Gengoult.
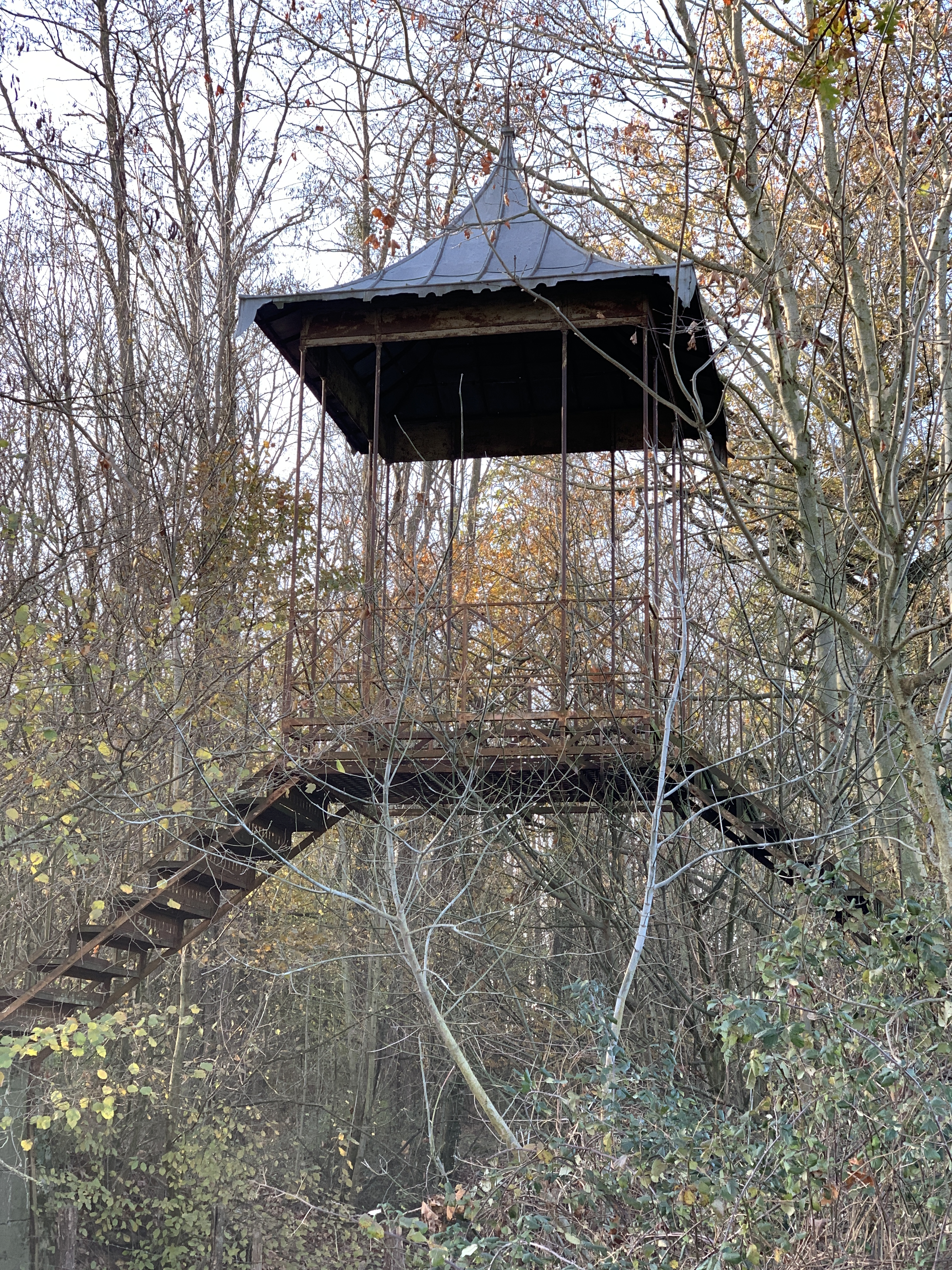
Pont des Laboureurs.
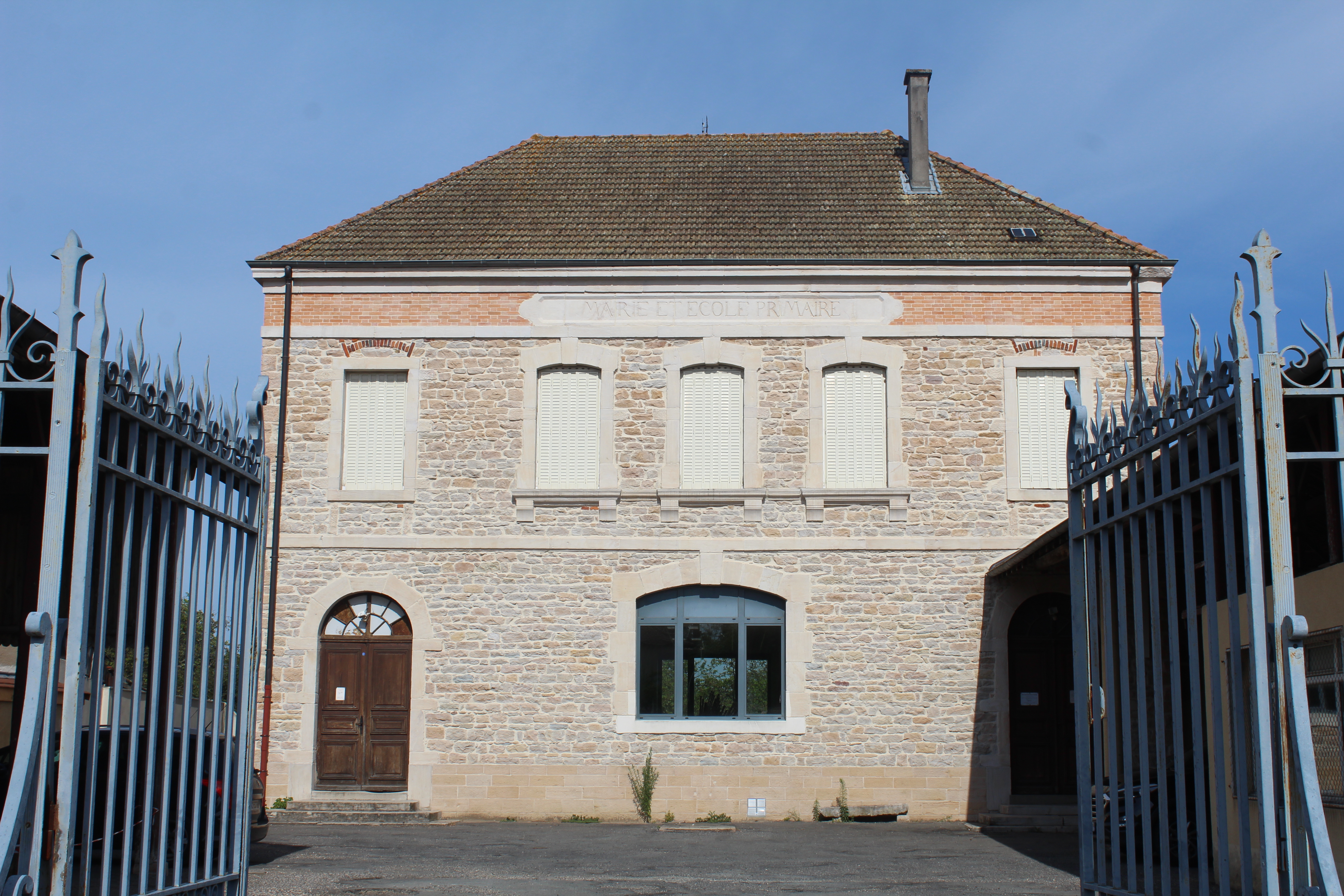
Ancienne mairie et école.
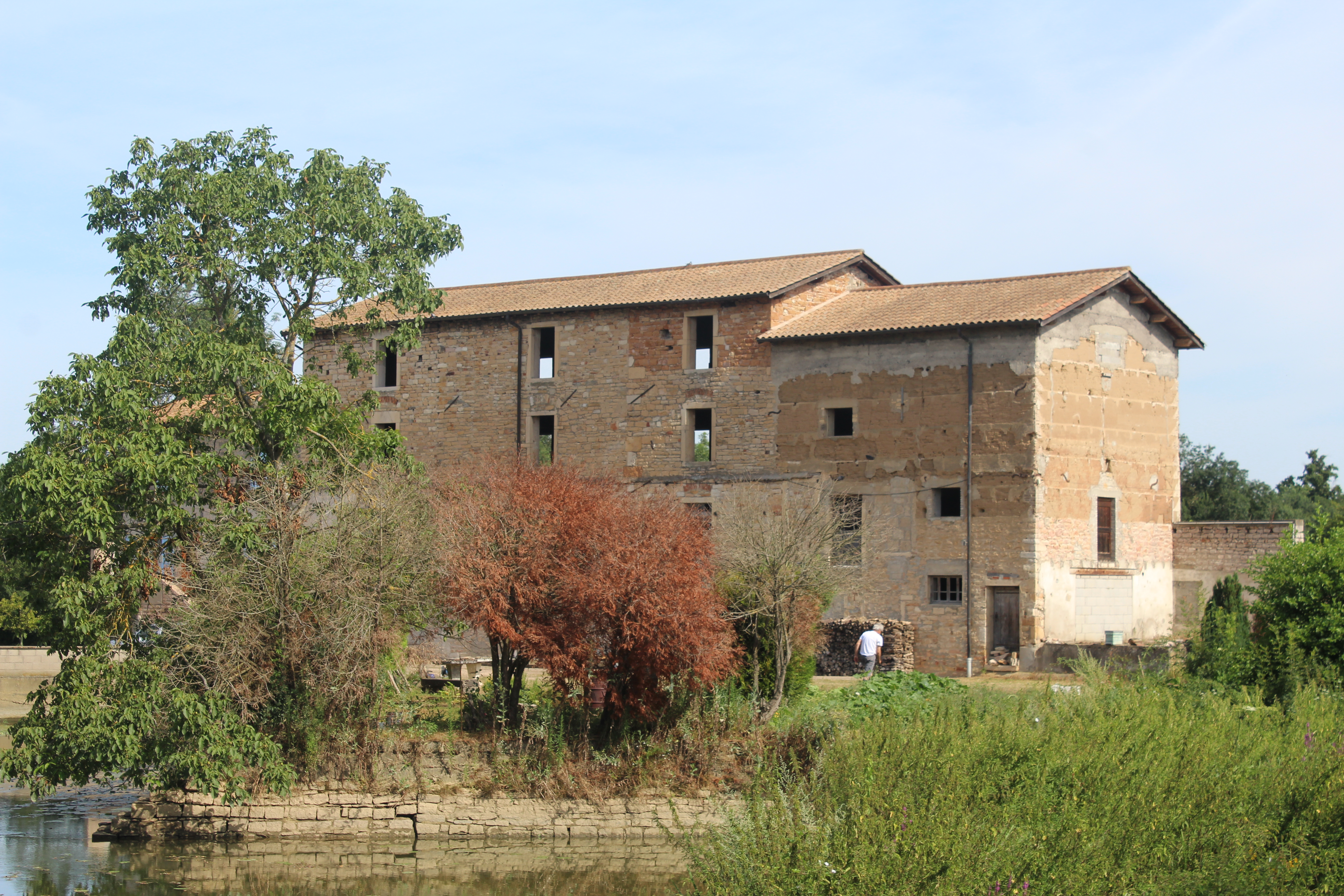
Moulin Vieux.
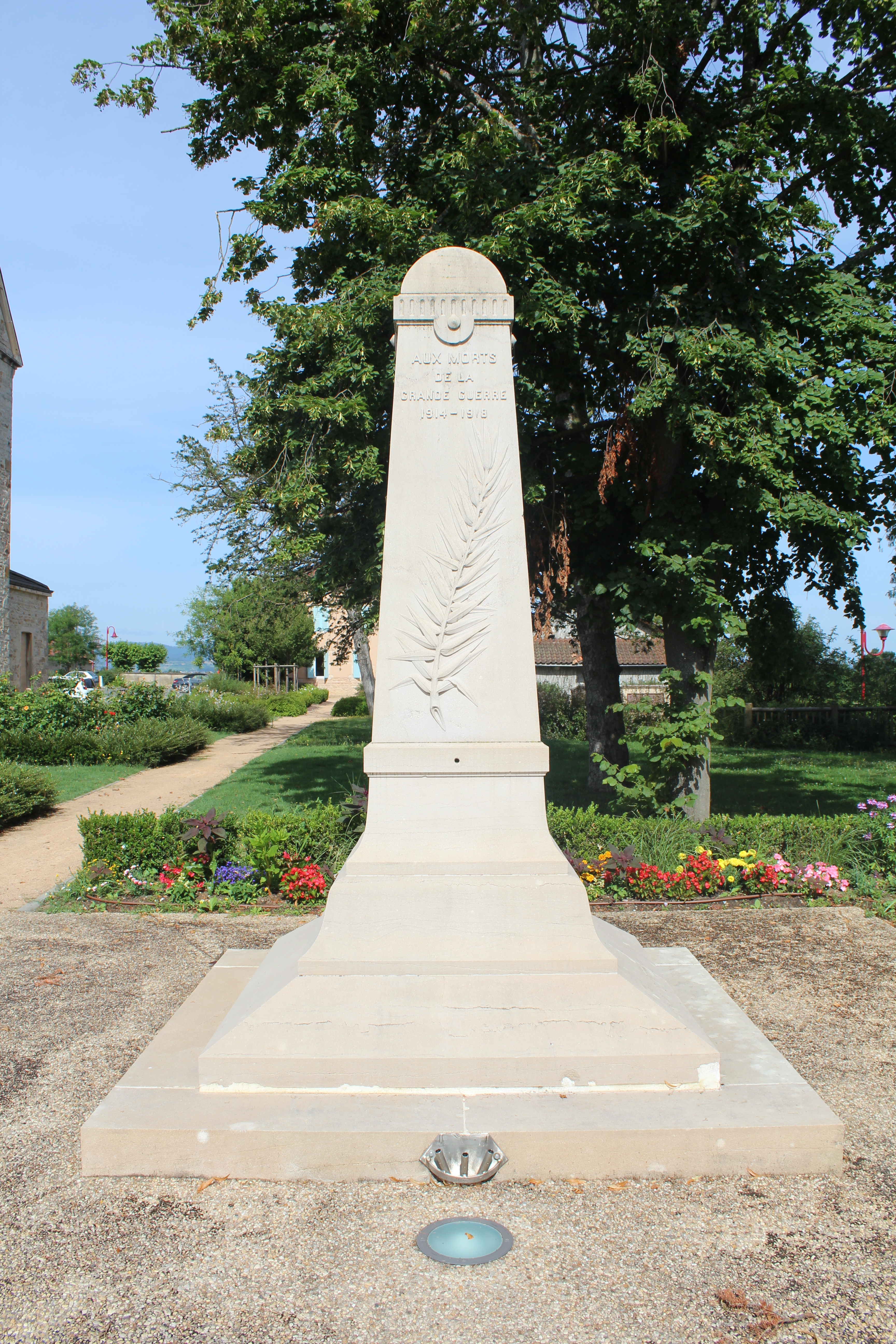
Monument aux morts.

### Espaces verts et fleurissement

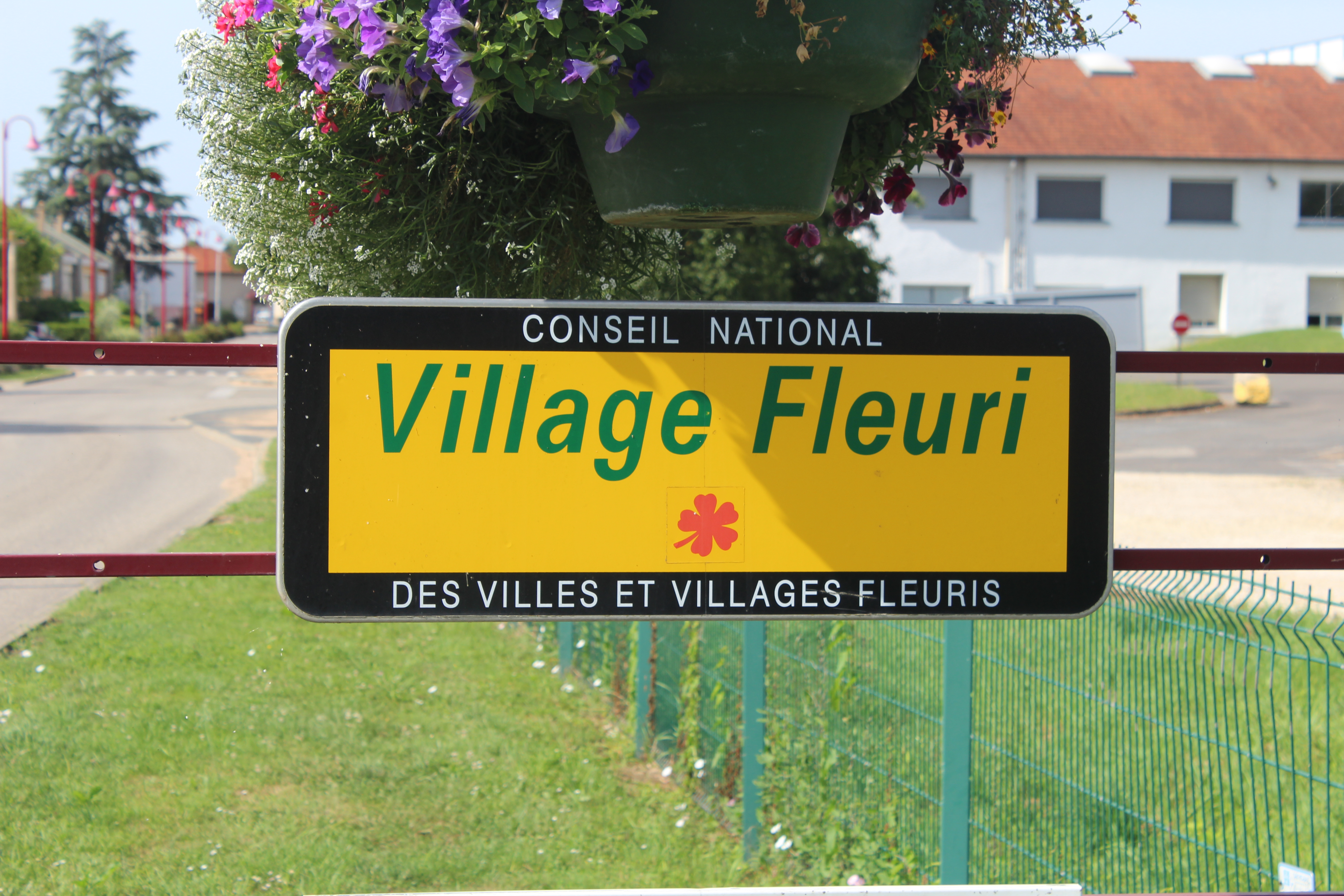
Panneau Village fleuri.

L'ouest de la commune fait partie des prairies inondables du val de Saône, zone intégrée dans le réseau Natura 2000 et classées zones protégées depuis 1994.
En 2014, la commune obtient le niveau « une fleur » au concours des villes et villages fleuris.

### Festivals et événements
- La traditionnelle Course de Solex au mois d'août, organisée par le Comité des fêtes.
- Le Nid'Poule Festival, festival de musique émergentes, organisé par l'Association Chaud comme la Bresse de 2015 à 2023

### Personnalités liées à la commune

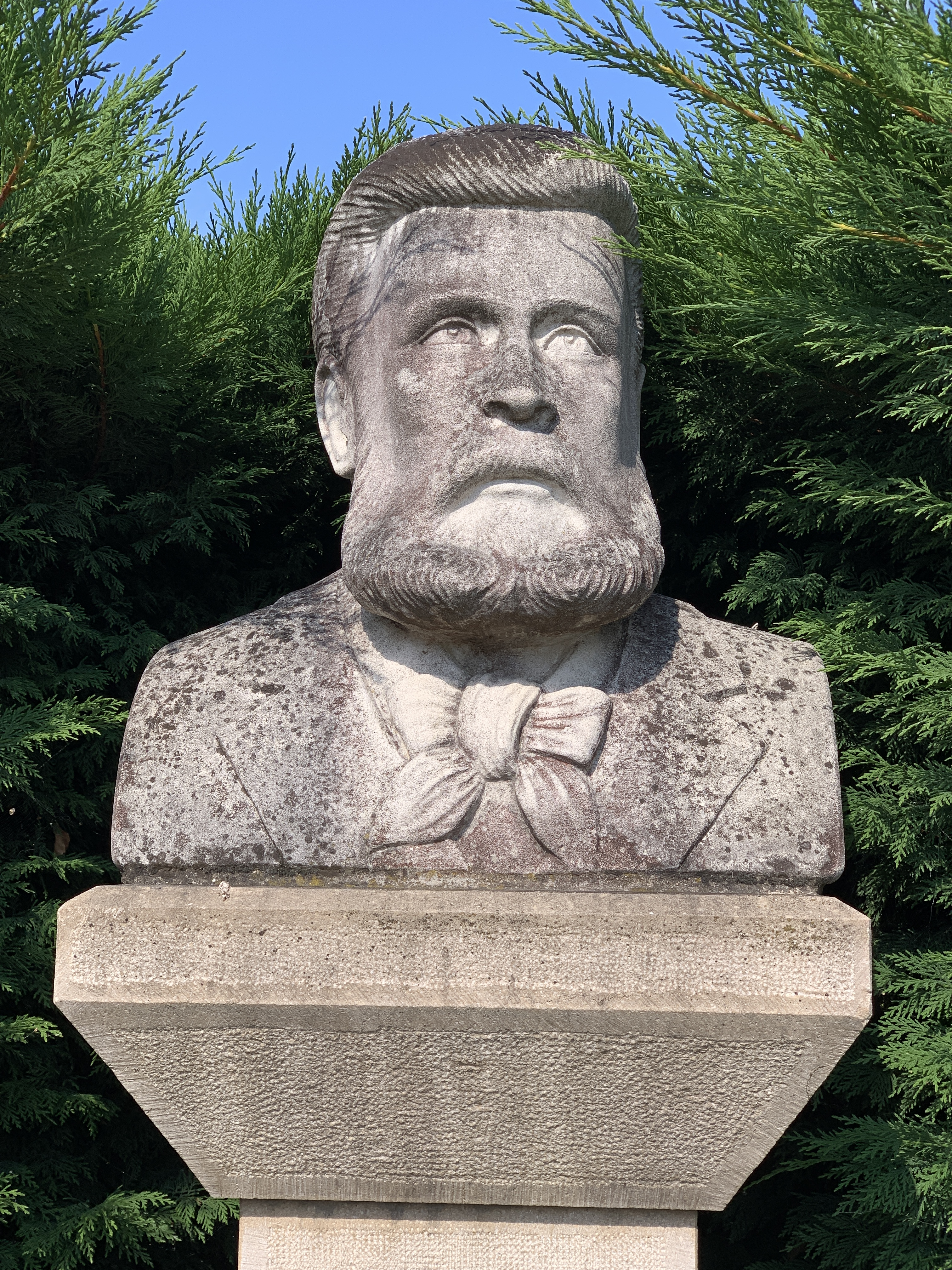
Buste de Marie-Joseph Bonnat.

- Gustave Lambert, hydrographe et navigateur français du XIXe siècle.
- Marie-Joseph Bonnat, explorateur français du XIXe siècle.
- Joseph Billioud, historien français et père de Jacques Billioud et grand-père de Jean-Michel Billioud, est né dans la commune en 1888.

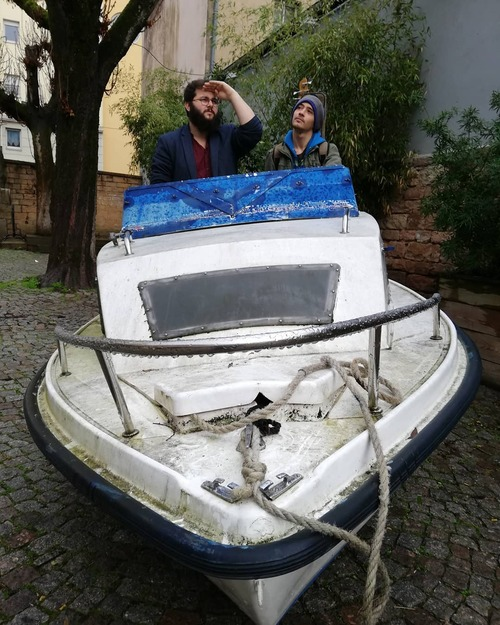
Le groupe "La Pigñata" lors de leur concert à la Cave à Musique à Mâcon.

- Le groupe "La Pigñata" lors de leur concert à la Cave à Musique à Mâcon.Paul-Marie Rousset, évêque français, né dans la commune en 1921.
- Alexandre Nicolot, Juste parmi les nations[34], avait une maison de campagne dans la commune où il hébergea deux adolescents d'une famille de réfugiés juifs à la fin de l'Occupation.
- La Pigñata, groupe de punk rock fondé en 2018[35] par Gus et Larsen. Ils ont notamment écrit un morceau sur Grièges, extrait de leur premier EP.

### Cinéma à Grièges
- Le film Plus qu'hier moins que demain de Laurent Achard (1999) a partiellement été tourné à Grièges.

### Héraldique
| Blason de Grièges | Blason  | D'azur aux trois fasces ondées abaissées portant une nef d'or au mat d'argent, accostée à dextre d'un croissant contourné aussi d'or et à senestre d'une étoile du même, au chef d'or chargé de deux pies grièches affrontées d'azur becquées, allumées, armées et colletées d'argent. |
| Blason de Grièges | Détails | |